# Menawzhetaunaung
Menawzhetaunaung, selo Ottawa Indijanaca koje se oko 1818. nalazilo na jednom otoku u jezeru Lake of the Woods na jugu Manitobe, Kanada. Tanner (1830) ga navodi pod nazivima Me-nau-zhe-tau-naung (Narr., 202), Me-nau-zhe-taw-naun (ib., 198), Me-naw-zhe-tau-naung (ib., 236)